# ドルマバフチェ・モスク
ドルマバフチェ・モスク（トルコ語: Dolmabahçe Camii）は、トルコのイスタンブルにあるモスク。オスマン帝国の31代スルタンであるアブデュルメジト1世の母のベズミ・アーレム・ヴァーリデ・スルタンが出資し、1853年から1855年にかけて建設された。トルコ語での名称にならってドルマバフチェ・ジャーミイとも呼ばれる。また、正式名称はベズミ・アーレム・ヴァーリデ・スルタン・ジャーミイ (Bezm-i Alem Valide Sultan Camii) である。

## 歴史
ドルマバフチェ・モスクは、1853年、アブデュルメジト1世の母宮であるベズミ・アーレム・ヴァーリデ・スルタンの命によって建設が開始されたが、彼女は同年に死去。その後はアブデュルメジト1世のもとで建設がすすめられ、1855年、ドルマバフチェ宮殿の南で、現在のベシクタシュ地区にあたる埋め立て地に彼女の名を冠するこのモスクが完成した。その後は1948年から1962年まで海軍の博物館として利用されたが1966年にモスクとして再開された。2013年トルコ反政府運動において、大統領であるエルドアンは、運動の参加者がドルマバフチェ・モスクの敷地でビールを飲んでいるということを槍玉に挙げて運動を非難したが、モスクのイマームはモスクの敷地内では誰もビールを飲んでいないと発表した。

## 建築

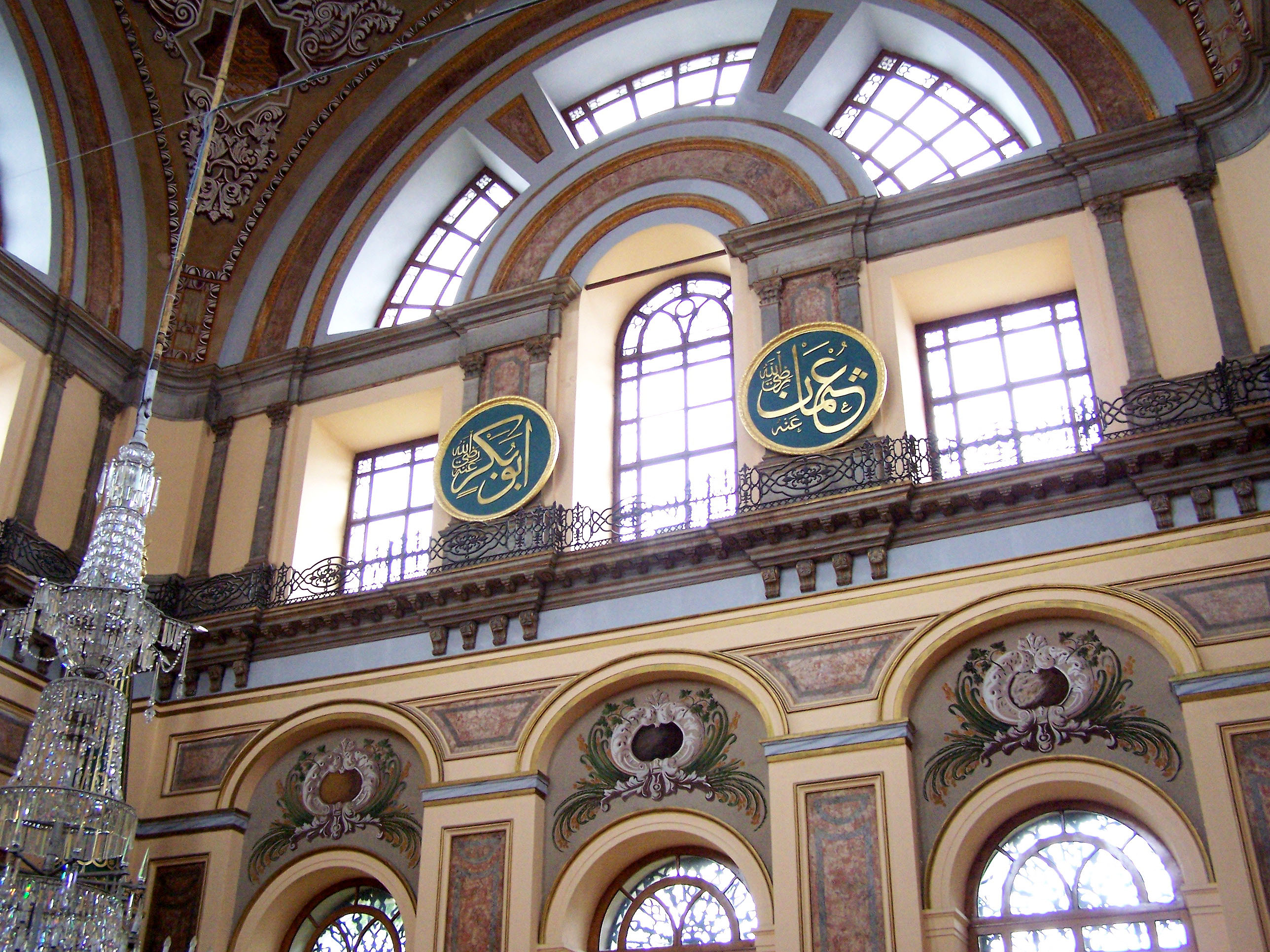
モスクの内部。透明なガラスやアカンサスが見られる。

ドルマバフチェ・モスクは、アルメニア人建築家のガラベト・バルヤンとその息子であるニゴオス・バルヤンによって設計された、バロック建築かつ新古典主義建築のモスクである。このモスクは、スレイマニエ・モスクに代表されるミマール・スィナンの作品と比べて規模は小さく、また、オスマン建築で用いられてきたムカルナス装飾や植物モチーフのタイルは少なく、礼拝室の手前に設けられる列柱に囲まれた前庭がないのに代わりバロック式のスルターンの部屋が設けられるなど西洋建築の要素が多く含まれている。
建物は25m×25ｍであり、礼拝室はドームの頂点を中心として点対称に構成されている。出入口はヴェルサイユ宮殿の鏡の間に見られるようなバロック風であり、均等に配置されている。ガラスは従来のステンドグラスではなく透明なガラスが設置されている。モスクの各所にはこれまで用いられてきたチューリップやバラの植物模様の装飾の代わりにアカンサス (装飾)が用いられている。壁面の飾り柱はコリント式とイオニア式の折衷である。

### ドーム
オスマン建築の代表的なものとして四角形の礼拝室と円形ドームが挙げられるが、バロック風のこのモスクにおいても例外ではなく、直径17.5ｍのドームが設置されている。このドームは礼拝室の四隅に4本のピアから伸びる4つのアーチの上にある。

### ミナレット
ドルマバフチェ・モスクはバロック式とロココ式を織り交ぜた、高さ40mの2つの石製ミナレットを持つ。モスクの東西に1つずつあるミナレットのうち、西側のものは建築当時のままだが、東側のものは地震により損傷したため修復された。40mのミナレットの内訳は基礎で4.25m、つなぎ目で1m、円筒部で26m、木製の上部構造物で9mである。厚さは各部で異なり、下部では30cmある厚さは上部に行くにつれて21cmにまで落ち、2mごとに1cmずつ薄くなっている計算になる。また、ミナレットの4.25mある基礎部分も同様に上部に行くほど厚さが薄くなっている。

## ギャラリー

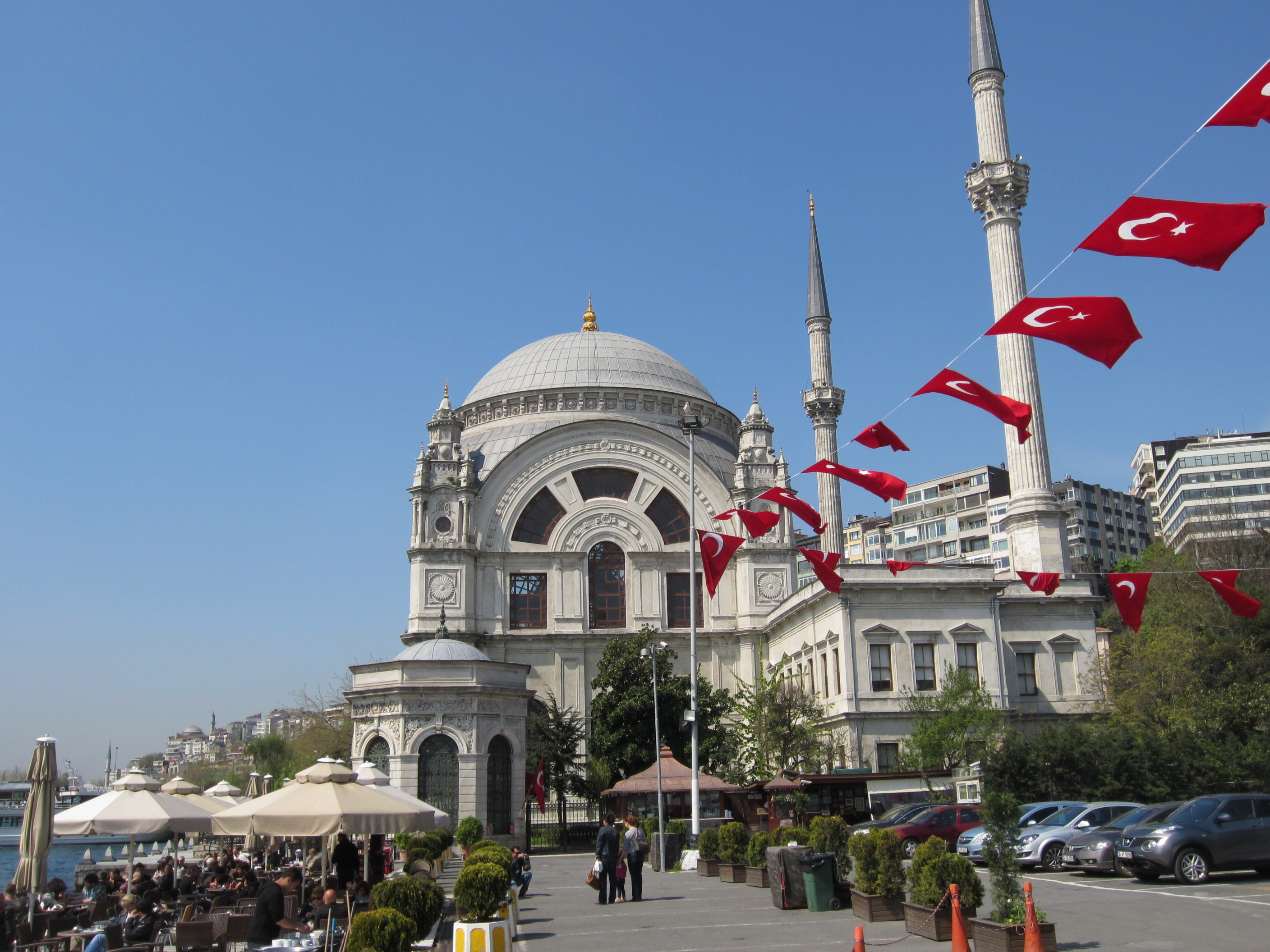
モスクの東側
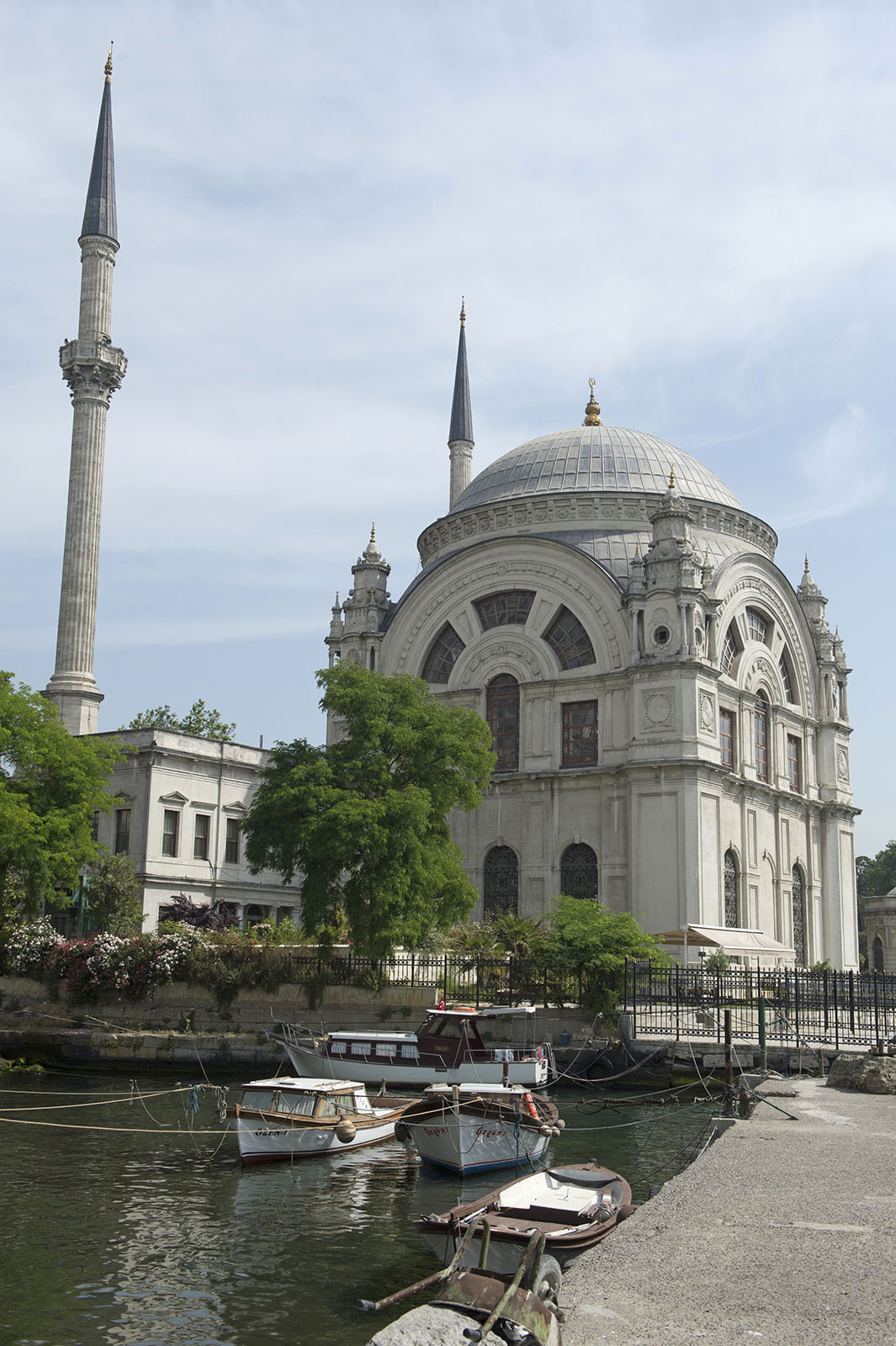
モスクの西側
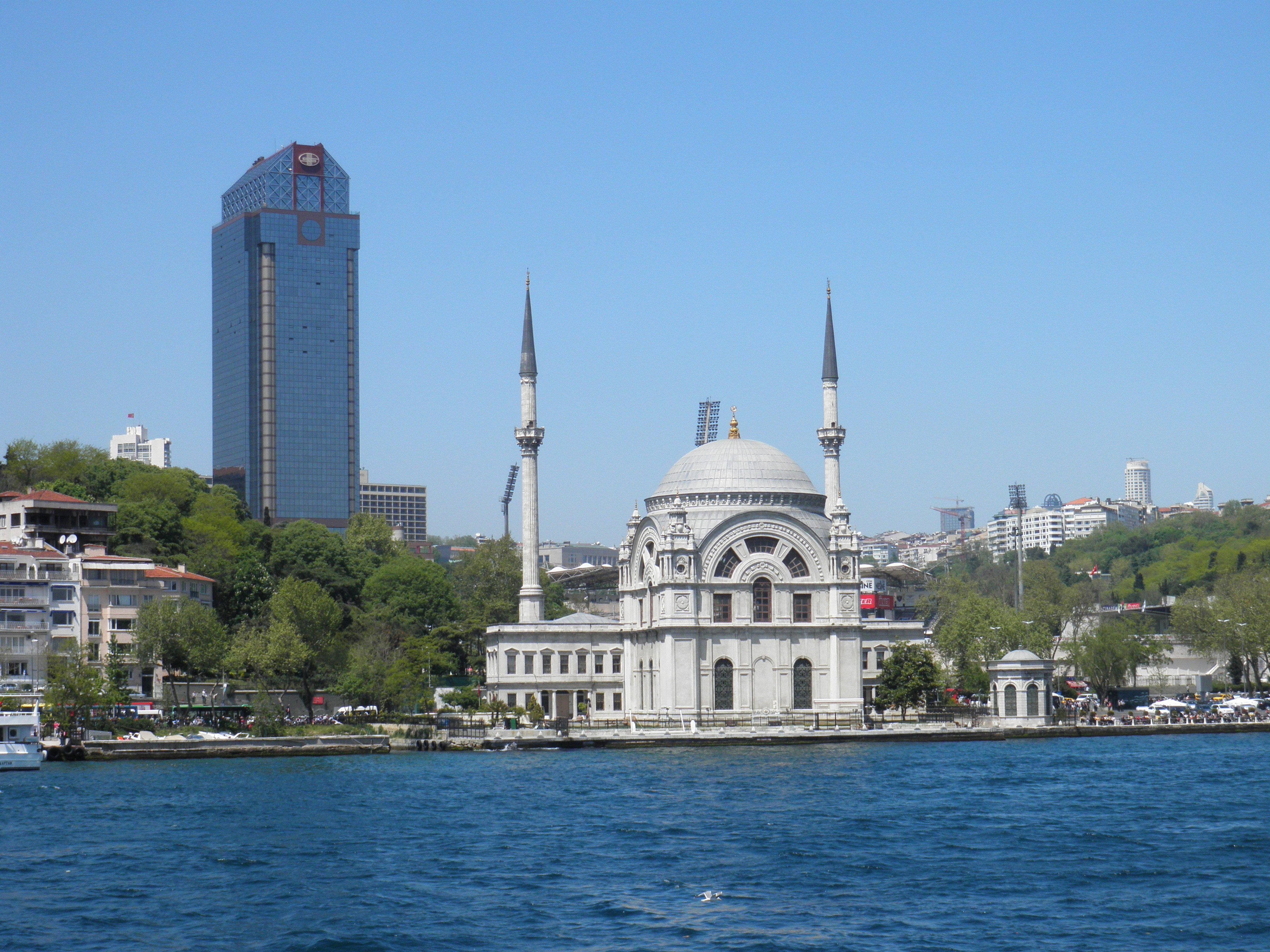
モスクの南側
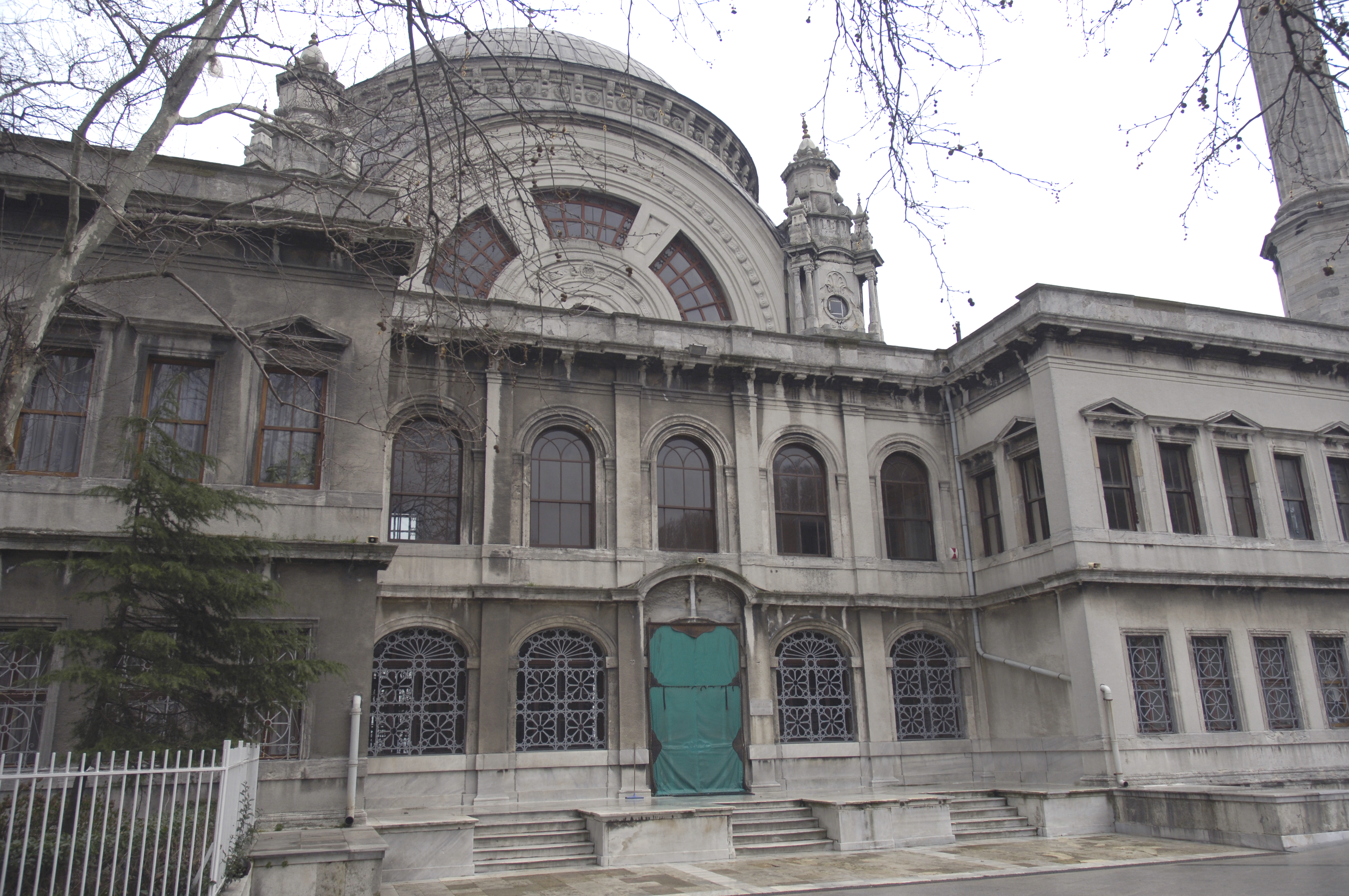
モスクの北側
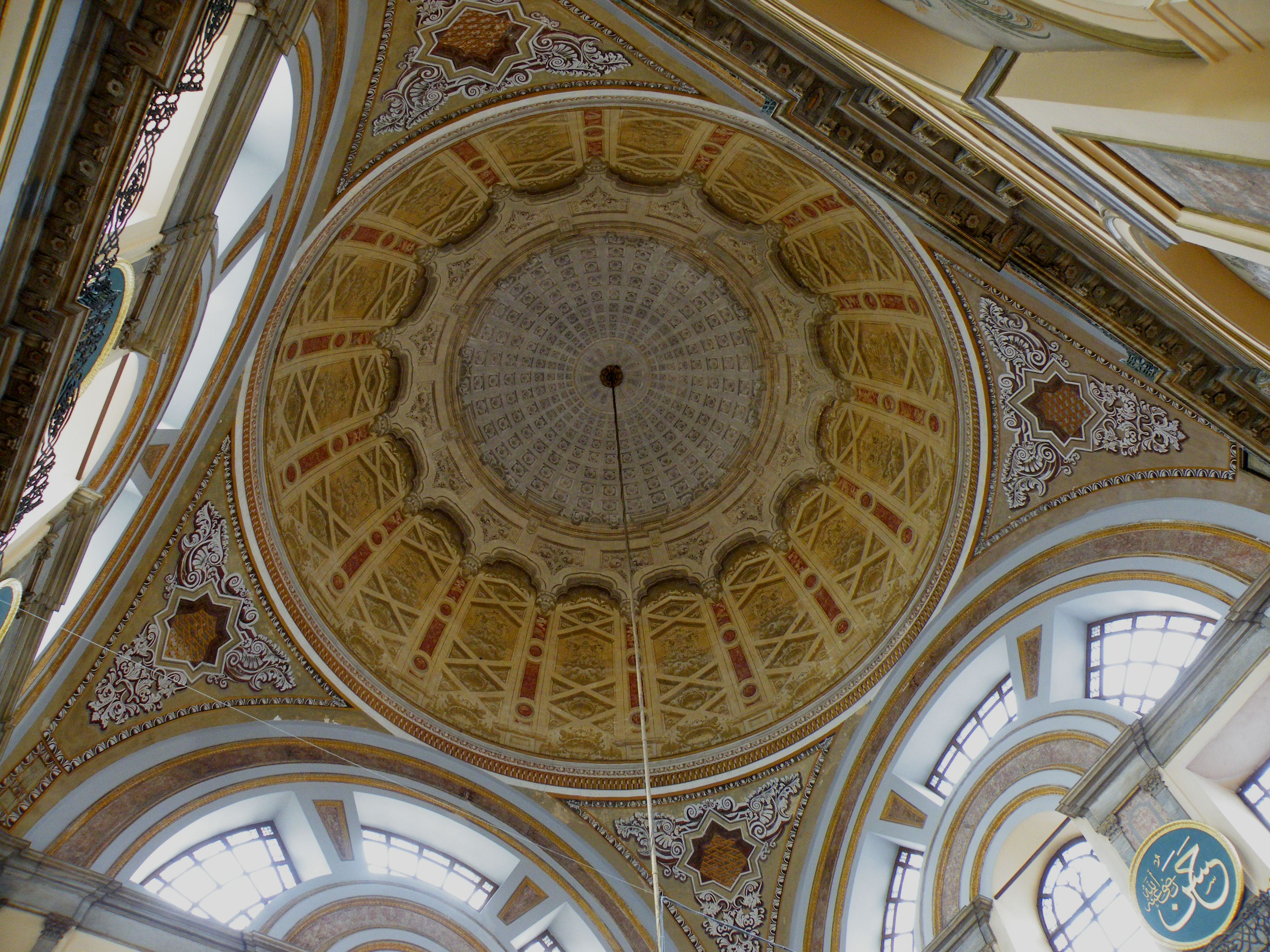
礼拝室から見たドーム

### 日本語
- ナジフ・オズトルコ「ワクフ ― その伝統と「作品」 トルコ・イスラーム文明における非政府組織」（PDF）、東京ジャーミイ、2012年11月1日。
- 瀧川美生「ドルマバフチェ・ジャーミイにみられるオスマン帝国ドーム式モスクの様式的伝統の存続」『美学』第68巻第2号、美学会、2017年、61頁、doi:10.20631/bigaku.68.2_61、ISSN 0520-0962、NAID 130007542745。

### その他の言語
- Ahmet Murat Turk; Cumhur Cosgun (2012-2-15). “Seismic Behaviour and Retrofit of Historic Masonry Minaret” (英語). Građevinar (Croatian Association of Civil Engineers) 64 (1):  39-45. doi:10.14256/JCE.629.2011. ISSN 1333-9095.
- Balca Arda (2014-8-4). “The Medium of the Gezi Movement in Turkey: Viral Pictures as a Tool of Resistance” (PDF). APSA 2014 Annual Meeting Paper (アメリカ政治学会).